# 1914 en aéronautique
Chronologie de l'aéronautique
- 1910
- 1911
- 1912
- 1913
- 1914
- 1915
- 1916
- 1917
- 1918

Cet article présente les faits marquants de l'année 1914 en aéronautique.

## Évènements

### Janvier
- 1er janvier : la première ligne aérienne régulière aux États-Unis entre Saint-Pétersbourg et Tampa en Floride est inaugurée et c'est l'aviateur Anthony Jannus qui assure le service avec un Benoist XIV[1].
- 4 au 12 janvier : le Français Marc Pourpe relie Le Caire et Khartoum en cinq étapes, soit 2 202 km en 16 heures et 18 minutes de vol. Pourpe effectue le voyage retour entre le 19 janvier et le 3 février, en survolant, pour la première fois en avion, la Vallée des Rois.
- 22 janvier : le Français Armand Deperdussin dépose le brevet du tir à travers une hélice. Ce premier système nécessite toutefois des améliorations.
- 25 janvier : Lee Temple, l'un des premiers Britanniques à avoir bouclé la boucle, comme Pégoud, se tue en monoplan, victime d'une rafale de vent ayant entraîné son capotage[2].

### Février
- 3 février : l'Allemand Ingold bat le record de durée de vol sur un « Aviatik » : 16 heures et 20 minutes.
- 11 février : le pilote Agénor Parmelin réalise la traversée des Alpes en aéroplane, avec un monoplan Déperdussin à moteur Gnome Rhône, volant du champ d’aviation de Collex-Bossy à la plaine d’Aoste[3].
- 12 février : le Français Marc Pourpe relie Le Caire et Suez.
- 12 février : Jean Ors teste avec succès un parachute à Juvisy, se jetant du monoplan Deperdussin à moteur Gnome de 100 chevaux de puissance piloté par l’aviateur Lemoine qui évoluait à 300 mètres de hauteur[4].
- 17 février : le Français Marc Pourpe relie La Mer Rouge et la Méditerranée en survolant le Canal de Suez sur toute sa longueur. Durée du vol : 1 heure et 26 minutes.
- 23 février : premier vol du chasseur britannique Bristol Scout.
- 24 février : Jean Bourhis va se jeter de l'aéroplane de l'aviateur Lemoine volant à quelque 700 mètres de hauteur, "armé" d'un parachute mis au point par Frédéric Bonnet, qu'il teste en ce jour. Le dispositif s'avérant efficace puisqu'il arrivera sans mal au sol![5]
- 26 février  : L'aviateur Pégoud est dans la tourmente, ce dernier étant accusé de sabotage sur un appareil qu'il a vendu à  l'Italien Dalmistro. Des accusations portées par un mécanicien autrichien congédié par le Français : Adolf Freissmath[6].

### Mars
- 20 mars : le pilote allemand Robert Thelen établit le 20 mars 1914 le record du monde de hauteur avec un aéroplane avec trois passagers, vol effectué avec un biplan officiellement homologué à 3 700 mètres[7].

- 31 mars : À Chartres, Victorin Garaix signe un record d'altitude avec neuf passagers avec un biplan Paul Schmitt équipé d'un moteur Gnome de 160 chevaux de puissance, soit 1 580 mètres[8].

### Avril
- 20 avril : Howard Pixton emporte sur un Sopwith la deuxième édition de la Coupe Schneider a Monaco.
- 22 avril : Victorin Garaix bat le record de vitesse avec six passagers (107,126 kilomètres à l’heure) avec un appareil de type biplan triplace militaire Paul Schmitt à moteur Gnome, bougies Oléo et hélice Chauvière[9].
- 22 avril : le pilote suisse Oskar Bider réussit à franchir les Alpes, volant de Berne à Brigue, avec un passager[10].
- 26 avril : le Français Poulet bat le record de durée de vol sur un « Caudron » : 16 heures, 28 minutes et 56 secondes. Ce dernier ayant effectué un trajet de 936,800 kilomètres avec un biplan à moteur de 60 chevaux. Ce record sera battu le 24 juin 1914 par Basser avec un vol de 18 heures et 10 minutes[11].

### Juin
- 18 juin : l'Américain Lawrence Sperry, sur hydravion Curtiss, fait au jury du Concours de la sécurité en aéroplane la démonstration de l'efficacité de son stabilisateur gyroscopique, premier pilote automatique pour avions[12].
- 20 juin : le Britannique Brock remporte la Coupe du « Daily Mail » en s'imposant sur le parcours Londres-Manchester-Londres.
- 23 juin : l'Allemand Basser bat le record de durée de vol en avion sur un « Albatros » : 21 heures, 48 minutes et 45 secondes.
- 24 juin : premier vol du « Curtiss J ».
- 24 juin : Le record du monde de durée en aéroplane est établi par l'aviateur Basser: avec un appareil biplan de 100 chevaux de puissance, il a volé durant 18 heures et 10 minutes, couvrant à cette occasion une distance s'élevant à 1 700 kilomètres environ[11].
- 26 juin : l'Allemand Landmann bat le record de durée de vol en avion sur un « Rumpler » : 18 heures et 12 minutes.

### Juillet
- 1er juillet : création du Royal Naval Air Service en Grande-Bretagne.
- 6 juillet : Georges Legagneux tombe dans la Loire et se tue au cours d'une exhibition à Saumur.
- 10 juillet : l'Allemand Boehm bat le record de durée de vol en avion sur un « Albatros » : 24 heures et 12 minutes.
- 14 juillet : l'Allemand Linnekopel bat le record d'altitude en avion sur un « D.F.W. » : 8 150 mètres.
- 28 juillet : à l'aube de la guerre, l'aviation militaire française compte 162 appareils de 11 modèles différents plus six dirigeables. La Grande-Bretagne aligne 84 avions et 4 dirigeables tandis que la Russie compte 190 appareils. L'Allemagne recense 232 avions et 12 dirigeables plus 56 avions pour l'Autriche-Hongrie.

### Août
- Début de l'aviation militaire d'observation qui s'avère déterminante dès les premières semaines de la Première Guerre mondiale.
- 6 août : bombardement aérien de Liège par un Zeppelin.
- 14 août : premier bombardement aérien important de la Grande Guerre. Deux appareils français (pilotes : Cesari et Prud'hommeaux) bombardent des hangars à dirigeables allemands près de Metz. Le matin du 15 août 1914, un avion survolait le village de Lemud, à 18 km au sud-est de Metz. Mais de quel modèle d'avion pouvait-il s'agir? Français? Allemand? ou autre...?
- 19 août : premier vol de reconnaissance effectué par Roland Garros dans le cadre de la guerre.
- 23 août : à l'occasion d'une mission de reconnaissance, Roland Garros autorise son observateur, De Bernis, à faire feu au pistolet sur un appareil allemand.
- 25 août : trois avions britanniques contraignent un appareil allemand à se poser derrière les lignes alliés ; c'est la première victoire aérienne de la Grande Guerre.
- 30 août : premier bombardement aérien de Paris par les Allemands. La première bombe tombe le dimanche 30 août à 7 heures du matin sur la rue des Vinaigriers.

### Septembre
- 8 septembre : auteur du premier looping de l'histoire, le Russe Nesterov précipite son avion contre celui de l'Autrichien Rosenthal. Les deux appareils s'écrasent ; c'est le premier vrai combat aérien de l'histoire, après les escarmouches des semaines précédentes.
- 27 septembre : formation en France d'une première escadrille de bombardiers.

### Octobre
- 5 octobre : premier combat aérien de l'histoire à Jonchery-sur-Vesle[13],[14],[15] entre le biplan Voisin III du lieutenant Joseph Frantz et du caporal Louis Quenault de l'escadrille VB24 qui abattent un Aviatik B.II de l'oberleutnant Fritz von Zangen et du sergent Wilhelm Schlichting de la FFA 18.
- 8 octobre : premier bombardement stratégique réussi sur l'Allemagne. Düsseldorf et Cologne sont notamment atteint par des Avro 504 du Royal Flying Corps.

### Décembre
- 2 décembre : le pilote français Marc Pourpe meurt au combat.
- 21 décembre : premier bombardement aérien de l'Angleterre (Kent) par des avions Allemands.

## Images

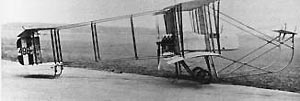
Farman MF.7 Longhorn
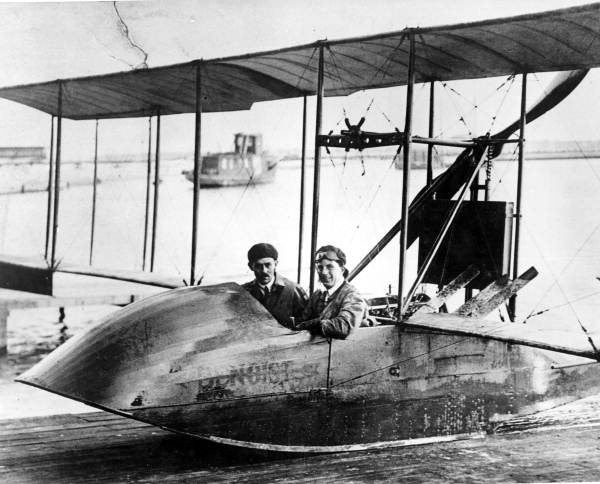
Hydravion Benoist
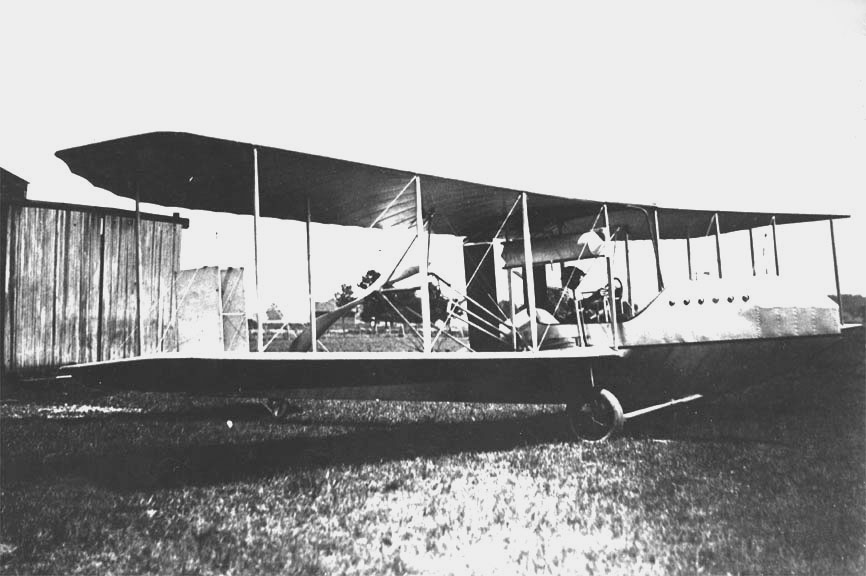
Wright Model F
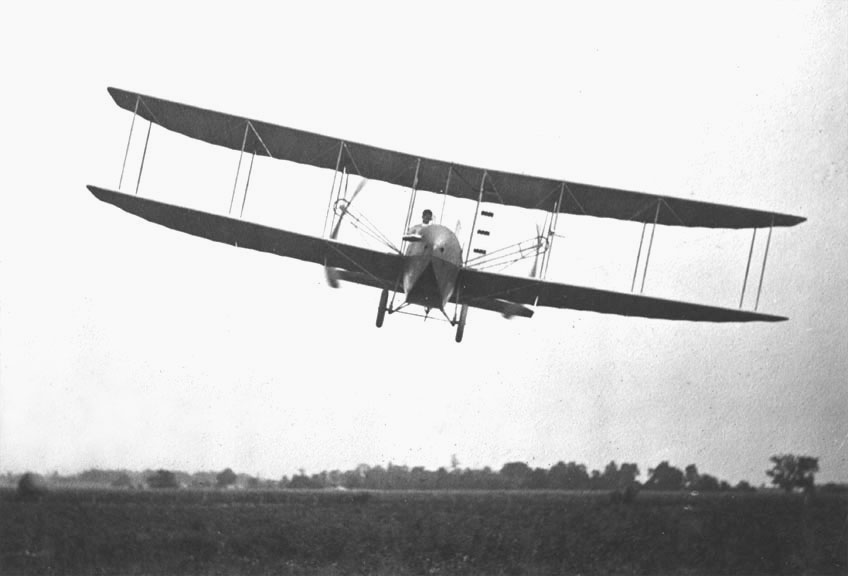
Wright Model H
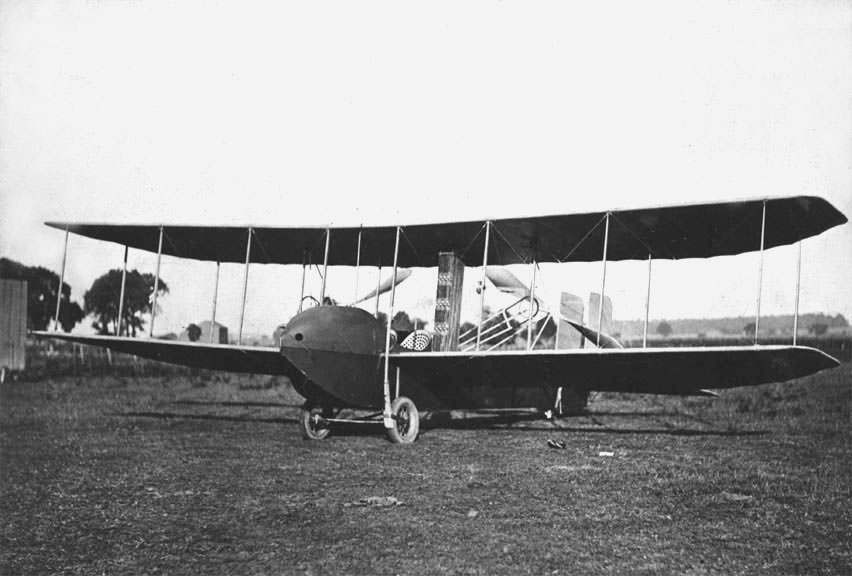
Wright Model H au sol
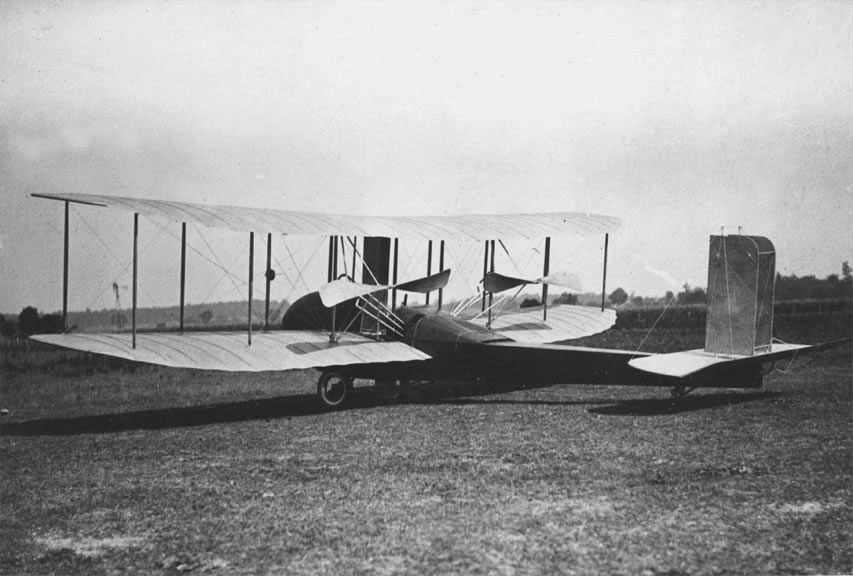
Wright Model H au sol